# Michaił Bek-Uzarow
Michaił Gieorgijewicz Bek-Uzarow, ros. Михаил Георгиевич Бек-Узаров (ur. około 1889 w Aszchabadzie, zm. 18 kwietnia 1964 w Glenn Cove) – rosyjski wojskowy (podpułkownik), oficer Rosyjskiego Korpusu Ochronnego podczas II wojny światowej.
W 1908 r. ukończył 2 korpus kadetów w Orenburgu, zaś w 1910 r. szkołę kawaleryjską w Jelizawetgradzie. Służył w Tekinskim Pułku Konnym, dochodząc do stopnia sztabsrotmistrza. Brał udział w I wojnie światowej. Na początku grudnia 1916 r. został odznaczony Orderem Św. Jerzego 4 klasy. Latem 1917 r. uczestniczył w puczu gen. Ławra G. Korniłowa przeciwko Rządowi Tymczasowemu, za co został osadzony w twierdzy w Bychowie. Na początku grudnia tego roku wraz z gen. Ł. G. Korniłowem zbiegł z Bychowa, po czym wstąpił do nowo formowanych wojsk Białych. Brał udział w I Marszu Kubańskim (Lodowym). Objął funkcję adiutanta straży przybocznej głównodowodzącego wojskami Białych. W połowie listopada 1920 r. wraz z pozostałymi wojskowymi został ewakuowany z Krymu do Gallipoli. Na emigracji zamieszkał w Królestwie SHS. Był odkomenderowany formalnie do dywizjonu lejbgwardii Kubańskiej i Terskiej Sotni. Awansowano go do stopnia podpułkownika. Służył w jugosłowiańskiej straży pogranicznej. Po zajęciu Jugosławii w kwietniu 1941 r., wstąpił do nowo formowanego Rosyjskiego Korpusu Ochronnego. Po zakończeniu wojny do 1946 r. był osadzony w obozie internowania w Kellerbergu, po czym wyemigrował do USA.